# Roparun

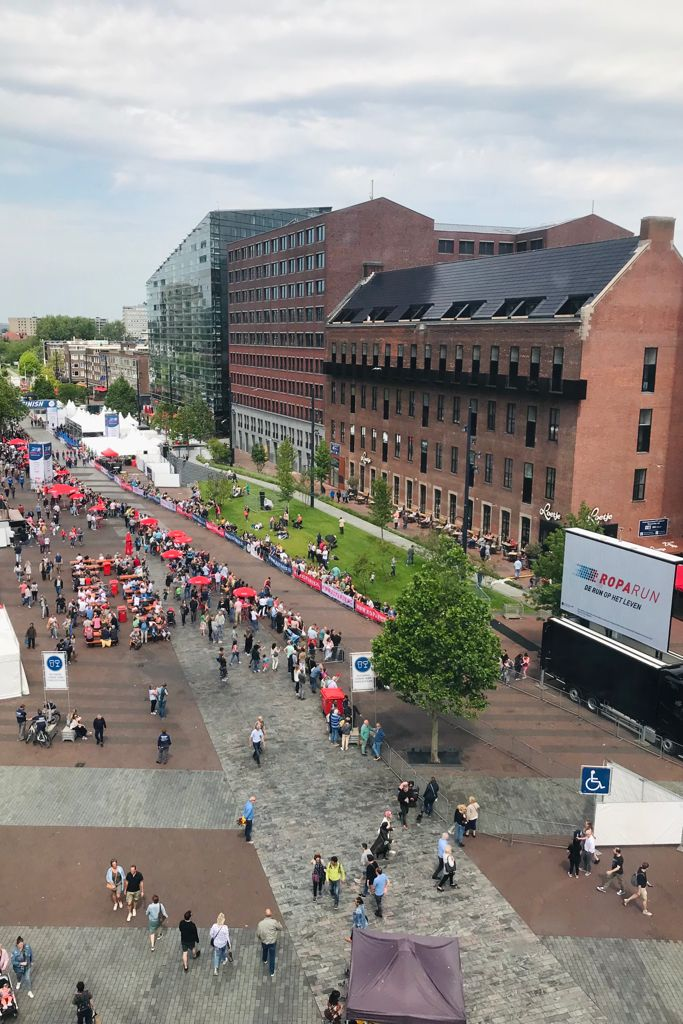
De finish-straat van de Roparun aan de Binnenrotte te Rotterdam.

De Roparun ("Rotterdam Parijs run") is een non-stop estafetteloop die sinds 1992 wordt gehouden. Voorheen vond de loop plaats tussen Rotterdam en Parijs, tegenwoordig zijn er twee routes: vanuit Frankrijk, met Clastres als startplaats, en Enschede naar Rotterdam. In het pinksterweekeinde, van zaterdagmiddag tot en met maandagmiddag, moeten de deelnemers een afstand van ongeveer 500 kilometer afleggen. Tot 2004 liepen de deelnemers, destijds nog in het Hemelvaartweekend, van Rotterdam naar Parijs, maar sinds 2004 start de run in Parijs en is de finish op de Coolsingel in Rotterdam. Vanwege de maximale capaciteit van 275 teams op het parcours wordt er vanaf 2012 een tweede run georganiseerd vanuit Hamburg, die tegelijkertijd start en na ruim 560 kilometer eveneens op de Coolsingel finisht. De Duitse route werd na 2022 wegens succes definitief vervangen door een parcours dat geheel door Nederland loopt.
Al vanaf het eerste jaar is het ophalen van geld het hoofddoel van deze sportieve prestatie. Het geld is bedoeld om projecten te financieren die het leven van mensen met kanker, voor zover mogelijk, veraangenamen. "Leven toevoegen aan de dagen, waar vaak geen dagen meer kunnen worden toegevoegd aan het leven" is het motto van de Stichting Roparun. In 26 jaar (tot en met 2017) is er ruim 78 miljoen euro opgehaald.
Nelli Cooman is een van de ambassadeurs van Roparun.

## Geschiedenis

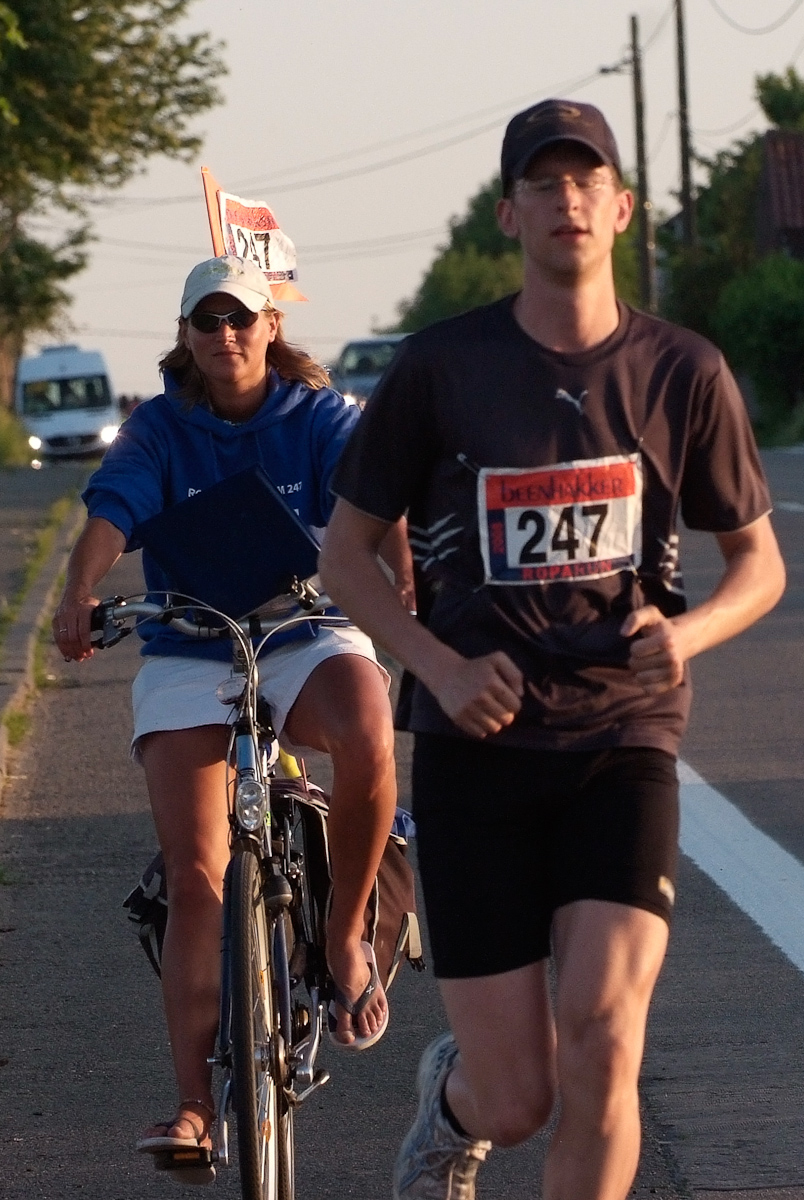
Roparun-deelnemers in actie.

Tijdens de eerste loop in 1992 liepen er 13 teams van Rotterdam naar Parijs en werd er 45 duizend euro opgehaald. Bijna elk jaar neemt het aantal deelnemende teams toe en stijgt de opbrengst. In 2000 waren er al 150 teams die samen 1,9 miljoen euro binnenhaalden, en in 2004, het eerste jaar waarin de Roparun in tegengestelde richting (van Parijs naar Rotterdam) werd gelopen, waren er 188 teams en was de opbrengst 2,6 miljoen euro.
In 2009 werd door 273 teams bijna 4,7 miljoen euro binnengehaald. Sinds dat jaar meldden zich ieder jaar meer teams aan dan de 275 teams die het huidige parcours kan herbergen.
In 2010 haalden 271 van de 275 deelnemende teams de Rotterdamse Coolsingel. Drie teams vielen (onder meer door de enorme warmte) voortijdig uit en één team werd gediskwalificeerd. Tijdens de slotavond in 2010 kon een opbrengst worden bekendgemaakt van ruim 4,6 miljoen euro. Voor 2011 waren er 274 teams en was de opbrengst ruim 4,9 miljoen euro.
In 2012 startte, tegelijk met de run vanuit Parijs, voor het eerst een run vanuit Hamburg, om de totale capaciteit te vergroten en de wachtlijst van inmiddels zo'n honderd teams geleidelijk weg te werken. Aan deze eerste editie vanuit Duitsland konden 50 teams starten, maar in de volgende jaren zal dat aantal kunnen groeien. De af te leggen afstand is ruim 560 kilometer, met de finish eveneens op de Coolsingel.
In 2018 en 2019 finishte de run niet op de Coolsingel, maar op de Binnenrotte, bij de Laurenskerk, vanwege werkzaamheden op de Coolsingel.
Wegens de maatregelen die genomen werden rond de uitbraak van het COVID-19-virus, werd besloten in 2020 geen Roparun te houden.

### 2021, 2022 en 2023
In 2021 werd een aangepaste Roparun georganiseerd, de dertigste editie, die wegens de op dat moment geldende COVID-19-beperkingen geheel over Nederlands grondgebied liep.  Start en finish waren op Megaland in Schaesberg, gemeente Landgraaf. De route was circa 320 kilometer lang en kende een 'klok mee'- en 'klok tegen'-variant. Plaatsen die o.a. aangedaan werden zijn (met de klok mee) Heerlen, Maastricht, Maasbracht, Weert, Budel, Eindhoven, Lieshout, Sevenum, Venlo, Roermond, Sittard en Brunssum. De opbrengst bedroeg € 2.030.030,00. Er deden 175 teams mee aan deze bijzondere editie. Deze editie was de enige die niet in Rotterdam finishte. 
Ook in 2022 werd een aangepaste Roparun georganiseerd. Deze keer werd gekozen om te starten vanaf Vliegveld Twente, nabij Enschede. Ook nu bleef de Roparun in Nederland, er waren twee routes (noord en zuid) die gevolgd werden door de teams. De finish was als vanouds op de Coolsingel in Rotterdam. De eindopbrengst bedroeg ruim € 3,4 miljoen.  Dezelfde routes werden gelopen in 2023. Ook nu was de finish op de Coolsingel. De eindopbrengst van 2023 bedroeg ruim € 3,8 miljoen.

### 2024
In 2024 starten één route in Frankrijk en één route in Nederland. De route die in Frankrijk start, start op circuit La Clef des Champs in Clastres en gaat via België naar Nederland. De Nederlandse route start op het vliegveld Twente. Beide routes finishen zoals altijd op de Coolsingel in Rotterdam. De deelnemers haalden 4,4 miljoen euro op.

### 2025
Ook dit jaar start één route in Frankrijk en één route in Nederland. De finish van deze editie is vanwege werkzaamheden op het Hofplein op de Binnenrotte. Hiermee is dit na de 2018 en 2019 de derde editie van de Roparun die niet op de Coolsingel finisht. Voor de start was er ruim drie miljoen euro verzameld.
Roparun startte een sponsorproject waarmee wensambulances worden vervangen. Het gaat om alle ambulances inclusief uitrusting, van de Vereniging WensAmbulance Nederland (WAN) en de Stichting Ambulance Wens. Dit is met zo'n 7 miljoen euro, verspreid over tien jaar, het grootste Roparun-project tot nu toe.

## Roparunnerstad van het jaar
Sinds 2000 wordt een "Roparunnerstad van het jaar" verkozen: de plaats of gemeente langs de route van de Roparun die door de deelnemers als gezelligste wordt bevonden, door diverse evenementen te organiseren die een leuke afleiding zijn en daarmee het afzien draaglijker maken. De winnende plaats of gemeente ontvangt 50.000 euro, te besteden binnen de doelstellingen van de Roparun. 
De winnaars van de afgelopen jaren
- 2019: Zele
- 2018: Zutphen
- 2017: Zutphen
- 2016: Zele en Zutphen
- 2015: Zele en Zutphen
- 2014: Zele en Almelo
- 2013: Zele en Almelo
- 2012: Zele en Almelo
- 2011: Ossendrecht
- 2010: Zele
- 2009: Zele
- 2008: Zele
- 2007: Ossendrecht
- 2006: Ossendrecht
- 2005: Ossendrecht
- 2004: Ossendrecht
- 2003: Ossendrecht
- 2002: Ossendrecht
- 2001: Bergen op Zoom
- 2000: Ossendrecht